# Cayo Atilio Régulo Serrano
Cayo o Gayo Atilio Régulo Serrano  fue un político y militar de la República romana que ocupó el consulado en 257 y 250 a. C. Su padre y su abuelo también fueron cónsules.

## Carrera pública
Régulo ocupó el consulado por primera vez en 257 a. C., junto con el patricio Cneo Cornelio Blasión como colega, durante la primera guerra púnica contra Cartago. Derrotó a la flota cartaginesa en las islas Eolias, si bien sufrió también considerables bajas. Logró tomar posesión de las islas Lípari y Mélite, que arrasó a fuego y espada. A su retorno a Roma, recibió el honor de un triunfo naval.
Fue cónsul por segunda vez en 250 a. C., con Lucio Manlio Vulsón Longo como colega consular. Ese año los romanos consiguieron una gran victoria con la conquista de Palermo bajo el mando del procónsul Lucio Cecilio Metelo. Buscando el final de la guerra, Roma envió a ambos cónsules a Sicilia con cuatro legiones y doscientas naves, con las que intentaron tomar la ciudad de Lilibeo, la posesión más preciada de Cartago en Sicilia. Sin embargo, no lograron tomar la ciudad por culpa de una tormenta y, tras perder a muchos hombres en la catástrofe, se vieron obligados a convertir el asedio en un bloqueo menor.
Fue el primer Atilio que llevó el cognomen Serrano.